# برند کولت
برند کولت (انگلیسی: Colette Brand؛ زادهٔ ۵ november ۱۹۶۷ (۵۷ سال)) ورزشکار اسکی نمایشی اهل سوئیس است.
وی در مسابقات کشوری و بین‌المللی در مجموع برندهٔ ۱ مدال برنز شده‌است.